# Aeronomie

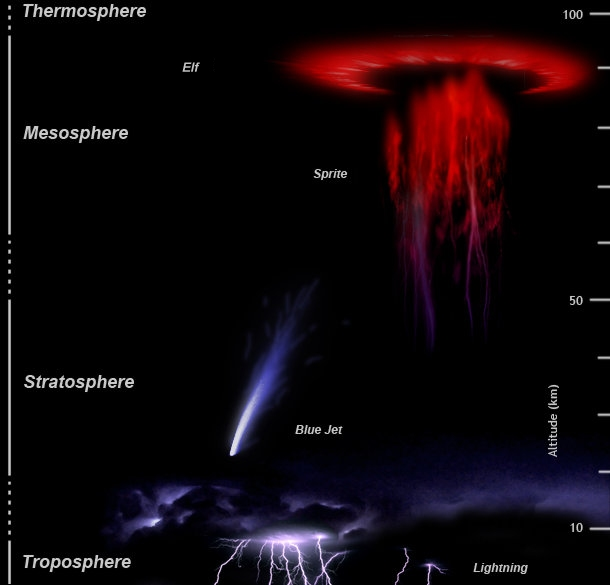
Reprezentare a fenomenelor luminoase și electrice ce au loc în atmosfera înaltă.

Aeronomia este știința care se ocupă cu studiul fenomenelor atmosferei înalte, unde sunt importante disociația și ionizarea.